# 1100 в Україні

## Події
- На  Витечівському з'їзді князі Київської Русі уклали між собою мир і домовилися про спільні дії проти половців. У Давида Ігоровича, винуватця порушення попереднього миру, забрали Володимир-Волинське князівство, але дали йому кілька міст і грошову компенсацію.
- Князь Володимирський Ярослав Святополкович.

## Особи

### Народились
- Інгеборга Київська (приблизно 1100 — після 1137) — київська аристократка, принцеса Данії.

## Засновані, зведені
- В Іпатіївському літописі вперше згадано місто Острог, як одне з міст, отриманих Давидом Ігоровичем.
- Дубно
- Старий Чорторийськ
- Шептаки (Україна)